# Vladko Maček
Vladko Maček (20 de Junho de 1879 - 15 de Maio de 1964) foi um político croata da primeira metade do século XX em atividade dentro do Reino da Iugoslávia. Ele liderou o Partido Camponês Croata (HSS) após o assassinato de Stjepan Radić e durante toda a Segunda Guerra Mundial.

## Juventude
Maček nasceu em uma família tcheco-eslovena em um vilarejo de Kupinec perto de Jastrebarsko, sudoeste de Zagreb. O famoso general polonês Stanisław Maczek era seu primo. Em 1903, Vladko graduou-se em Direito pela Universidade de Zagreb. Depois de trabalhar como escrevente em vários tribunais croatas, abriu um escritório de advocacia em Sveti Ivan Zelina.
Maček integrou o Partido Camponês Croata desde a fundação. Depois da Primeira Guerra Mundial, durante a qual ele serviu ao Exército Austro-Húngaro, tornou-se próximo a Stjepan Radić. Em 1925, depois da visita de Radić a Moscou e da entrada do Partido Camponês Croata na Internacional Camponesa, Maček foi preso pelas autoridades iugoslavas. Enquanto estava preso, foi eleito para a Assembleia Nacional. Poucos meses depois, o HSS se juntou ao governo, preparando o caminho para a libertação de Maček.

## Liderança do HSS e o Banato da Croácia
Maček assumiu a liderança do HSS após o assassinato de Radić. Rapidamente, tornou-se um dos líderes da oposição à ditadura de Alexandre I da Iugoslávia. Por isso, foi preso e condenado a três anos de prisão em 1933 por traição. Foi libertado após o assassinato do Rei Alexandre em 1934.
Seu objetivo era tornar a Iugoslávia, um Estado unitário dominado por sérvios étnicos, em uma nova forma de organização de Estado na qual a Croácia recuperasse sua soberania. As ideias de Maček tiveram grande aceitação entre croatas e o Partido Camponês Croata foi ganhando, gradualmente, apoiadores entre seguidores de todas as classes sociais e ideologias.
A persistência e as habilidades políticas de Maček deram, finalmente, resultados em 1939, quando, por meio do Acordo de Cvetković–Maček com Dragiša Cvetković, houve a criação da Banóvina da Croácia,uma entidade semi-autônoma que continha a Croácia e partes da Bósnia e Herzegovina atuais. O HSS tornou-se parte da coalizão governista enquanto Maček tornou-se premiê da Iugoslávia.

## Segunda Guerra Mundial
O triunfo da Banóvina da Croácia foi curto, uma vez que a Banóvina entrou em colapso juntamente com a Iugoslávia após a Invasão da Iugoslávia pelo Eixo, ocorrida em abril de 1941. Visto pela Alemanha como o líder ideal para o novo fantoche do Eixo - o Estado Independente da Croácia - foi oferecida a Maček a oportunidade de tornar-se primeiro-ministro do novo Estado, oferta, aliás, recusada por Maček duas vezes,  sendo ele um dos poucos políticos croatas (e europeus) a crer que as forças do Eixo perderiam a guerra. Seu objetivo principal era preservar o povo croata da guerra e do sofrimento desnecessário. Ele pediu aos apoiadores do HSS a colaboração e a cooperação com o regime de Ante Pavelić, tendo, ao mesmo tempo, delegado a Juraj Krnjević a responsabilidade de representar o povo croata no governo iugoslavo no exílio.
A estratégia de Maček mostrou-se prejudicial a ele mesmo e a seu partido. Em Outubro de 1941, ele foi preso e posto no Campo de concentração de Jasenovac. Poucos meses depois, foi posto em prisão domiciliar em sua casa em Kupinec. Ao mesmo tempo, HSS passou a se fraturar em sua ideologia. Alguns de seus membros passaram a fazer parte do Ustaše, enquanto outros aderiram às ideias dos Partisans Iugoslavos. Apesar de opositor daqueles, ele foi, igualmente, ignorado pelos últimos e, em 1945, emigrou para os EUA e, posteriormente, para a França.

## Velhice

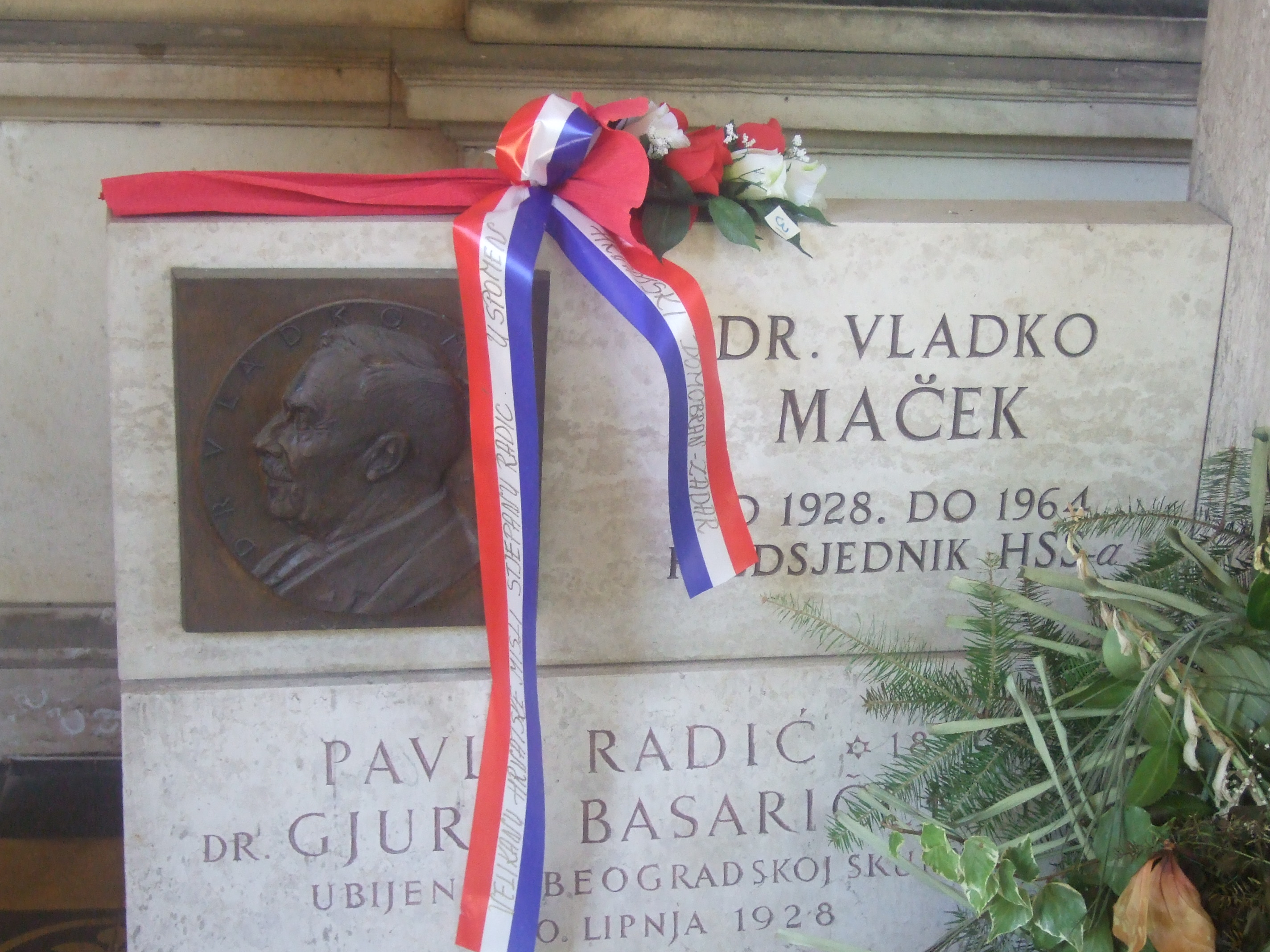
Memorial a Maček na arcada do Partido Camponês em Mrogoj

Ainda respeitado durante o exílio, foi convidado para liderar a numerosa emigração de croatas, mas recusou.
Ele morreu em Washington, DC. Seus restos mortais foram trazidos para a Iugoslávia em 1996 e enterrados no cemitério de Mirogoj em Zagreb. Foi, postumamente, condecorado com a Grande Ordem do Rei Dmitar Zvonimir em 2004.